# アルヒェンホルト (小惑星)
アルヒェンホルト (4030 Archenhold) は、小惑星帯の小惑星。アンリ・ドゥブオーニュがヨーロッパ南天天文台で発見した。
アルヒェンホルト天文台を設立したドイツの天文学者フリードリッヒ・アルヒェンホルト (Friedrich Simon Archenhold) に因んで名付けられた。